# Pałac pod Głowami w Szczecinie

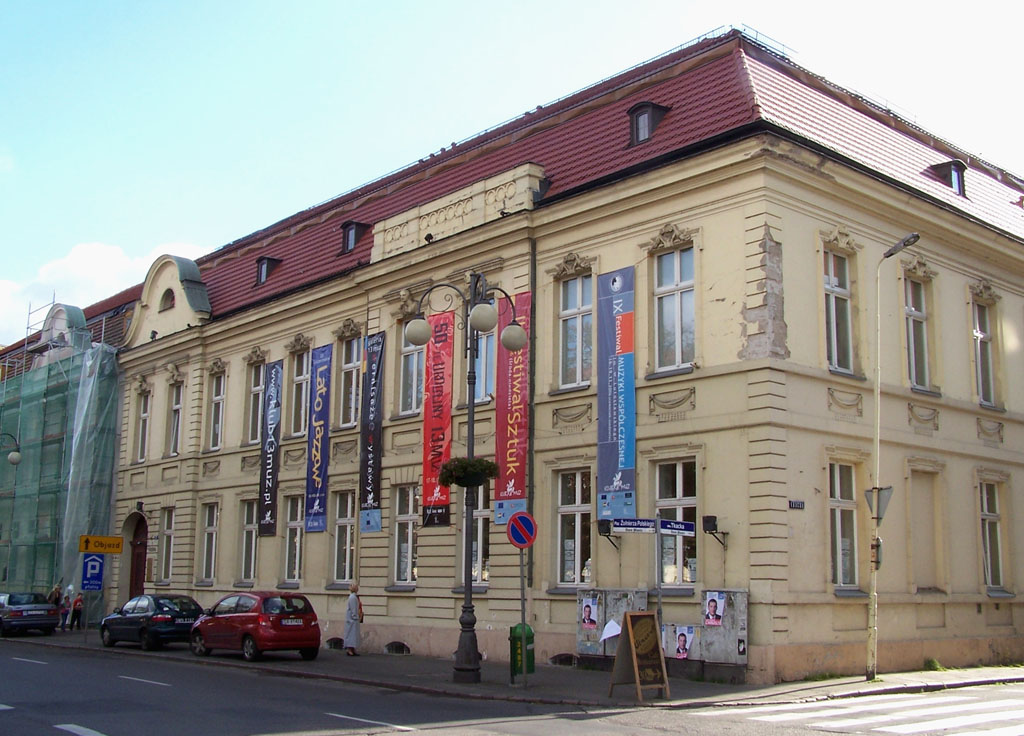
Pałac Pod Głowami od strony ul. Tkackiej

Pałac pod Głowami w Szczecinie przy pl. Żołnierza Polskiego 2 (ul. Staromłyńska 1) – klasycystyczny budynek z końca XVIII wieku składający się z 2 budowli połączonych ze sobą w 1889 roku.
Od roku 1889 aż do końca II wojny światowej pałac służył władzom wojskowym.
Po powojennej odbudowie, w 1958 roku został przekazany instytucjom kulturalnym.
W części zachodniej mieści się obecnie Klub 13 Muz (założony przez Gałczyńskiego podczas jego krótkiego szczecińskiego epizodu), w części wschodniej – Muzeum Sztuki Współczesnej, Oddział Muzeum Narodowego w Szczecinie.
Nazwa pałacu pochodzi od dziewięciu głów zdobiących szczyty jego okien. Przed II wojną światową w nadprożach okien pierwszego piętra widniały głowy antycznych herosów. W czasie powojennej odbudowy (oraz późniejszego remontu) zamiast antycznych popiersi umieszczono głowy szczecinian związanych z kulturą (Władysława Filipowiaka, Zofii Krzymuskiej-Fafius, Stefana Kwileckiego, Jana Papugi, Bohdana Skłodowskiego, Janiny Kosińskiej-Brzozowskiej, Józefa Bareckiego, Antoniego Huebnera i Józefa Grudy). W ten sposób ich twórca, Sławomir Lewiński, chciał podkreślić młodą jeszcze polskość miasta.
Wewnątrz budynku w kilku pomieszczeniach zachowały się pierwotne sztukaterie.
|                              |                           |                             |
| Popiersie K.I. Gałczyńskiego | Kominek w Sali Kominkowej | Sala Kominkowa Klubu 13 Muz |